# 다이찌
다이찌(베트남어: Đại Trị / 大治 대치 / 1358년 ~ 1369년 6월)는 베트남 쩐 왕조(陳朝) 유종(裕宗) 쩐하오(陳暭)의 두번째 연호이다. 《기원편》(紀元編)에서 타이찌(베트남어: Thái Trị / 太治 태치)로 적혀있다.

## 개원
- 티에우퐁(紹豊) 18년 1월 1일[1](율리우스력 1358년 2월 9일)에 연호를 다이찌(大治)로 개원함.[2][3]

- 다이찌(大治) 12년 6월 15일[4](율리우스력 1369년 7월 18일)에 연호를 다이딘(大定)으로 개원함.[2][3]

## 연대 대조표
| 다이찌 | 서기(西紀) | 간지(干支) | 원나라 연호     |                 |
| 원년   | 1358년     | 무술(戊戌) | 지정(至正) 18년 |                 |
| 2년    | 1359년     | 기해(己亥) | 지정 19년       |                 |
| 3년    | 1360년     | 경자(庚子) | 지정 20년       |                 |
| 4년    | 1361년     | 신축(辛丑) | 지정 21년       |                 |
| 5년    | 1362년     | 임인(壬寅) | 지정 22년       |                 |
| 6년    | 1363년     | 계묘(癸卯) | 지정 23년       |                 |
| 7년    | 1364년     | 갑진(甲辰) | 지정 24년       |                 |
| 8년    | 1365년     | 을사(乙巳) | 지정 25년       |                 |
| 9년    | 1366년     | 병오(丙午) | 지정 26년       |                 |
| 10년   | 1367년     | 정미(丁未) | 지정 27년       |                 |
| 다이찌 | 서기(西紀) | 간지(干支) | 북원 연호       | 명나라 연호     |
| 11년   | 1368년     | 무신(戊申) | 지정(至正) 28년 | 홍무(洪武) 원년 |
| 12년   | 1369년     | 기유(己酉) | 지정 29년       | 홍무 2년        |

## 동시대 연호

### 중국(몽골)
원(元)
- 지정(至正) (1341년 ~ 1370년)

서송(徐宋)
- 태평(太平) (1356년 ~ 1358년)
- 천계(天啓) (1358년 ~ 1359년)
- 천정(天定) (1359년 ~ 1360년)

한송(韓宋)
- 용봉(龍鳳) (1355년 ~ 1366년)

진한(陳漢)
- 대의(大義) (1360년)
- 대정(大定) (1361년 ~ 1363년)
- 덕수(德壽) (1363년 ~ 1364년)

명하(明夏)
- 천통(天統) (1363년 ~ 1366년)
- 개희(開熙) (1367년 ~ 1371년)

명(明)
- 홍무(洪武) (1368년 ~ 1398년)

### 일본
남조(南朝)
- 쇼헤이(正平) (1346년 ~ 1370년)

북조(北朝)
- 엔분(延文) (1356년 ~ 1361년)
- 고안(康安) (1361년 ~ 1362년)
- 조지(貞治) (1362년 ~ 1368년)
- 오안(應安) (1368년 ~ 1375년)

## 같이 보기
- 다른 왕조의 같은 연호
  - 일본(日本) 다이지(大治, 1126년 ~ 1131년)

- 베트남의 연호